# 八月初四
八月初四，农历八月第四天。

## 大事记
- 康熙元年(1622年)，有黃龍出現於嘉興縣東南方。[1]
- 康熙二十年(1641年)，於澄海見有黑氣一條入東門，至北門東林村始滅。[1]
- 光緒二十四年(1898年)，順天府兼尹孫家鼐、府尹胡燏棻呈遞《奏設順天府中學堂摺》，提議建立順天中學堂，為今北京市第四中學之前身。

## 逝世
- 元至治三年(1323年)八月癸亥初四1323年9月4日：元英宗，元朝第五位皇帝。死於南坡之變中。
- 明成化十三年(1477年)：尚宣威王，琉球國王。
- 清康熙三十年(1691年)：國場翁主，尚純王長女。
- 1995年张爱玲，華人作家。

## 参看
- 日历
- 八月初二 - 八月初三 - 八月初四 - 八月初五 - 八月初六
- 七月初四 - 八月初四 - 九月初四
- 正月 - 二月 - 三月 - 四月 - 五月 - 六月 - 七月 - 八月 - 九月 - 十月 - 十一月 - 腊月
- 公历8月4日